# Megastethodon bipunctatus
Megastethodon bipunctatus är en insektsart som beskrevs av Schmidt 1911. Megastethodon bipunctatus ingår i släktet Megastethodon och familjen spottstritar. Inga underarter finns listade i Catalogue of Life.